# Procesamiento de señales multidimensionales
El procesamiento de señales multidimensionales es una parte específica de la técnica del procesamiento de señales, dedicada específicamente al tratamiento de datos que solo pueden detallarse adecuadamente utilizando más de una dimensión. En el procesamiento de señales digitales multidimnesionales, los datos útiles se muestrean en más de una dimensión. Ejemplos de esto son el procesamiento digital de imágenes y la detección de radar multisensor. Ambos ejemplos usan múltiples sensores para recibir señales y formar imágenes basadas en la manipulación de estas señales múltiples.
Requiere algoritmos más complejos que cuando se trabaja con señales unidimensionales, y se suelen utilizar herramientas como la transformada rápida de Fourier debido al mayor número de grados de libertad del sistema. En algunos casos, las señales y los sistemas multidimensionales pueden simplificarse utilizando métodos de procesamiento de señales de una sola dimensión, si los sistemas considerados son separables.
Por lo general, el procesamiento de señales multidimensionales se asocia directamente con el procesamiento digital de señales porque su complejidad justifica el uso de modelado y cálculo por computadora. Una señal multidimensional es similar a una señal unidimensional en cuanto a las manipulaciones que se pueden realizar, como muestreo, análisis de Fourier y filtrado. El volumen de los cálculos a realizar con estas manipulaciones crece con el número de dimensiones.

## Muestreo
El muestreo multidimensional requiere un análisis diferente al típico muestreo de una señal unidimensional. El muestreo de dimensión única se ejecuta seleccionando puntos en una línea continua y almacenando los valores de este flujo de datos. En el caso del muestreo multidimensional, los datos se seleccionan utilizando un retículo, que es un "patrón" basado en el muestreo de vectores del conjunto de datos multidimensional. Estos vectores pueden ser unidimensionales o multidimensionales según los datos y la aplicación.
Es similar al muestreo clásico, ya que debe cumplir con el teorema de muestreo de Nyquist-Shannon. Se ve afectado por fenómenos como el aliasing y se deben hacer consideraciones para una reconstrucción de señal multidimensional.

## Análisis de Fourier
Una señal multidimensional se puede representar en términos de componentes sinusoidales. Esto normalmente se hace con un tipo de transformada de Fourier. La transformada de Fourier multidimensional transforma una señal de una representación de dominio de señal a una representación dominio de la frecuencia de la señal. En el caso del procesamiento digital, se utiliza una transformada de Fourier discreta (DFT) para transformar una representación de dominio de señal muestreada en una representación de dominio de frecuencia:
{\displaystyle X(k_{1},k_{2},\dots ,k_{m})=\sum _{n_{1}=-\infty }^{\infty }\sum _{n_{2}=-\infty }^{\infty }\cdots \sum _{n_{m}=-\infty }^{\infty }x(n_{1},n_{2},\dots ,n_{m})e^{-j2\pi k_{1}n_{1}}e^{-j2\pi k_{2}n_{2}}\cdots e^{-j2\pi k_{m}n_{m}}}
donde X representa la transformada de Fourier discreta multidimensional, x representa la señal muestreada en el dominio del tiempo/espacio, m representa el número de dimensiones en el sistema, n son índices de muestra y k son muestras de frecuencia.
La complejidad computacional suele ser la principal preocupación al calcular cualquier transformada de Fourier. Para señales multidimensionales, la complejidad se puede reducir mediante varios métodos diferentes. El cálculo puede simplificarse si hay independencia entre variables de la señal multidimensional. En general, las transformada rápida de Fourier (FFT) reducen el número de cálculos en un factor sustancial. Si bien hay varias formas diferentes de este algoritmo para señales multidimensionales, dos variaciones que se usan con frecuencia son la FFT de vector-radix y la FFT de fila-columna.

## Filtrado

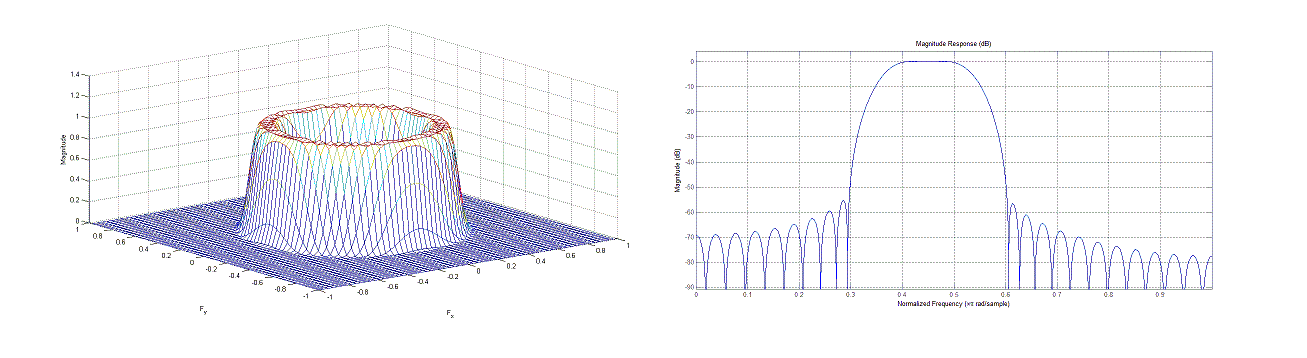
Un filtro 2-D (izquierda) definido por su función de prototipo 1-D (derecha) y una transformación de McClellan

El filtrado es una parte importante de cualquier aplicación de procesamiento de señales. De manera similar a las aplicaciones típicas de procesamiento de señales de una sola dimensión, existen diversos grados de complejidad dentro del diseño de filtros para un sistema determinado. Los sistemas multidimensionales utilizan filtros digitales en muchas aplicaciones diferentes. La puesta en práctica real de estos filtros puede plantear un problema de diseño dependiendo de si el polinomio multidimensional es factorizable. Por lo general, un prototipo de filtro está diseñado en una sola dimensión y ese filtro es extrapolado a múltiples dimensiones usando una aplicación. Una de las funciones de mapeo originales de 1-D a 2-D fue la transformada de McClellan. Los filtros FIR e IIR se pueden transformar a varias dimensiones, según la aplicación y la función de correspondencia.

## Campos de aplicación
- Procesamiento digital de audio
- Procesamiento digital de imágenes
- Sistema de sonar remolcado
- Tomografía axial computarizada